# Chloroclystis dentatissima
Chloroclystis dentatissima là một loài bướm đêm trong họ Geometridae.